# Wacław z Szamotuł
Wacław z Szamotuł, także Wacław Szamotulski, Szamotulczyk (ur. ok. 1524 w Szamotułach, zm. ok. 1560 prawdopodobnie w Pińczowie) – polski kompozytor i poeta, człowiek renesansu, uważany za najwybitniejszego polskiego kompozytora przed Chopinem, a przynajmniej za jednego z najwybitniejszych polskich kompozytorów epoki odrodzenia (obok Mikołaja Gomółki i Mikołaja Zieleńskiego). Początkowo był katolikiem, później przeszedł na kalwinizm.

## Życiorys
Uczył się początkowo w Collegium Lubranscianum w Poznaniu, a od 1538 studiował na Akademii Krakowskiej. Między 1545 a 1547 pełnił funkcję sekretarza u kasztelana trockiego Hieronima Chodkiewicza, a od 6 maja 1547 do listopada 1555 był zatrudniony jako compositor cantus króla Zygmunta Augusta w Krakowie. Ok. 1550 zbliżył się do środowisk protestanckich, nawiązując przyjaźń z kompozytorem Cyprianem Bazylikiem oraz poetą Andrzejem Trzecieskim (do którego tekstów napisał kilka pieśni). Od listopada 1555 prawdopodobnie do śmierci pracował w wileńskiej kapeli dworskiej księcia Mikołaja Radziwiłła. Zmarł około 1560. W XVII wieku polski historyk, Szymon Starowolski, napisał: Gdyby losy pozwoliły mu żyć dłużej, z pewnością nie potrzebowaliby Polacy zazdrościć Włochom Palestriny, Lappiego, Viadany.

### Twórczość
Pisał wielogłosowe utwory religijne i świeckie do tekstów polskich i łacińskich, m.in. Mikołaja Reja, Andrzeja Trzecieskiego i Jakuba z Iłży. Do naszych czasów przetrwało tylko kilka jego utworów: trzy łacińskie motety, 4 polskie pieśni, 4 polskie psalmy (wszystkie czterogłosowe) oraz kilka utworów jednogłosowych. Jego pieśni polskie stanowią realizację ideałów reformacji w muzyce (rezygnacja z łaciny na rzecz języka narodowego, prostsza rytmika głosów w kompozycjach wielogłosowych zwiększająca czytelność tekstu, większy procent utworów o charakterze bardziej świeckim, przeznaczonych do wykonywania przez niezawodowych muzyków). Wiadomo też, iż zajmował się poezją polską i łacińską.
Muzykę jego znamionuje mistrzostwo techniki kontrapunktycznej nawiązującej w stylu do polifonii franko-flamandzkiej.
Jego Modlitwa gdy dziatki spać idą (Już się zmierzcha...) oraz Kryste dniu naszej światłości są w repertuarach bardzo wielu zespołów chóralnych, a psalm Ego sum pastor bonus uświetnia niejedną ucztę kulturalną w Polsce i Europie.

### Rezonans
Twórczość Wacława z Szamotuł odbiła się szerokim echem: XX-wieczny kompozytor, Henryk Mikołaj Górecki, kilkakrotnie użył głosu tenorowego pieśni Już się zmierzka w formie cytatu: w Chorale w formie kanonu, w Muzyce staropolskiej op. 24, i wreszcie w (I) kwartecie smyczkowym Już się zmierzcha op. 62 (1988).

Istnieje również missa parodia In te Domine speravi, której autorstwo długo przypisywane Janowi Fabriciusowi z Żywca (zm. ok. 1665) podaje się obecnie w wątpliwość, przesuwając datę powstania mszy na ok. 1595 rok.

## Zachowane utwory
Wszystkie utwory, jeśli nie zaznaczono inaczej, przeznaczone są na 4-głosowy chór a cappella.
Motety łacińskie:
- In te Domine speravi, wydany w Norymberdze (1554) – pierwszy utwór polskiego kompozytora, wydany poza granicami Polski
- Ego sum pastor bonus, wydany w Norymberdze (1564)
- Nunc scio vere – zachowany w manuskrypcie w transkrypcji organowej w tzw. tabulaturze „Zamkowej” z ok. 1590 r.

Pieśni polskie (prawdopodobnie wszystkie po 1550):
- Christe, qui lux es et dies, po polsku (inc. Kryste, dniu naszej światłości, słowa Mikołaj Rej)
- Modlitwa, gdy dziatki spać idą (Już się zmierzka, pieśń wieczorna, słowa Andrzej Trzecieski)
- Pieśń o narodzeniu Pańskim (Pochwalmyż wszytcy społem..., sł. Jakub z Iłży?)
- Powszednia spowiedź (Ach mój niebieski Panie, słowa Andrzej Trzecieski)

Psalmy w polskim tłumaczeniu:
- Błogosławiony człowiek (Beatus vir, qui non abiit..., Psalm 1. w tłum. pol. Andrzeja Trzecieskiego)
- I któż będzie przemieszkiwał (Domine, quis habitabit, Psalm 14. tł. Andrzej Trzecieski)
- Nakłoń, Panie, ku mnie ucho Twoje (Inclina, Domine, aurem Tuam, Psalm 86. (85.) w tłum. pol. Mikołaja Reja)
- Alleluia, chwalcie Pana (Laudate Dominum omnes gentes, Psalm 117. (116.) w tłum. pol. Mikołaja Reja?)

Jest również autorem następujących utworów: Dekalog mniejszy, Dekalog więtszy, Pieśń a prośba człowieka krześcijańskiego.
Oprócz tego wiadomo, że skomponował m.in. 8-głosową Mszę (zag.), Lamentacje i pasję (zag.) oraz szereg innych utworów łacińskich.

## Nagrania płytowe
- Sub Ursae. Under the Northern Sky. Complete Works of the Polish Renaissance Master Wacław z Szamotuł (Venceslaus Schamotulinus) Wyk. Cracow Singers, Marc Lewon – lutnia, Agnieszka Budzińska-Bennett – kierownictwo artystyczne (Raumklang 2018, RK 3801). Album zawiera premierowe nagranie odnalezionej i zrekonstruowanej najdłuższej kompozycji Wacława z Szamotuł, Lamentationes.
- Płyta CD z wszystkimi zachowanymi utworami Wacława z Szamotuł. ilcanto.art.pl. [zarchiwizowane z tego adresu (2007-09-28)]. (7 utworów w języku polskim + 3 motety łacińskie), do odsłuchania Pieśń o Narodzeniu Pańskim w formacie mp3, wyk. zespół Il Canto, wyd.
- Fragmenty płyty CD z utworami Wacława z Szamotuł do odsłuchania – niemal wszystkie zachowane utwory – oprócz In Te, Domine, speravi; na płycie także Missa Paschalis Marcina Leopolity, wyk. zespół Collegium Vocale, wyd. Dux; album zdobył Fryderyka 2001 w dziedzinie Album roku – muzyka dawna
- Tallis, Wacław z Szamotuł, Pękiel – 4 pieśni i 3 psalmy w języku polskim, wyk. Affabre Concinui, wyd. A&C; z tej płyty utwory: Modlitwa gdy dziatki spać idą oraz Alleluja, chwalcie Pana w formacie mp3

- Rex – Muzyka Złotego Wieku w Polsce – płyta z nagraniem Pieśni o narodzeniu Pańskim w wyk. zespołu Trombastic, wyd. Dux

- Muzyka Polskiego Renesansu -w wykonaniu Zespołu Ars Nova – płyta zawiera nagrania dwóch utworów Wacława z Szamotuł: Modlitwa, gdy dziatki spać idą i Kryste dniu naszej światłości wyd. [TRAVERS 2006]